# Mirko Antenucci
Mirko Antenucci (ur. 8 września 1984 w Termoli) – włoski piłkarz występujący na pozycji napastnika.

## Kariera piłkarska
Mirco Antenucci jest wychowankiem drużyny Giulianova, w barwach której grał w Serie C1. Sezon 2004/2005 spędził ligę niżej – w Anconie. Następnie na dwa sezony powrócił do Giulianovy.
W 2007 podpisał kontrakt z Venezia. W pierwszym i jedynym sezonie strzelił dla tego klubu 6 bramek w 27 meczach trzeciej ligi włoskiej.
Po sezonie trafił do Catanii. W Serie A zadebiutował tu 31 sierpnia 2008, przeciwko Genoi. W zespole Catanii grał tylko w rundzie jesiennej – od nowego roku był wypożyczony do Pisy, a w kolejnym sezonie do Ascoli. Przed sezonem 2010/2011 powrócił do drużyny z Sycylii i 12 września 2010 strzelił pierwszą bramkę we włoskiej ekstraklasie – przeciw Parmie. W styczniu 2011 roku został sprzedany do występującego wówczas w Serie B Torino. W półtora sezonu w turyńskim klubie strzelił 16 goli w 60 spotkaniach.
1 lipca 2012 roku ponownie został zawodnikiem Catanii. W sierpniu tego samego roku został wypożyczony do Spezii. Na sezon 2013/2014 został wypożyczony do Ternany. Strzelił wtedy 19 bramek w 40 spotkaniach, po czym został wykupiony przez ten klub. Antenucci nie był jednak w tym klubie nawet dwóch miesięcy: 21 sierpnia został nowym zawodnikiem angielskiego Leeds United. Debiut w Championship zanotował 23 sierpnia 2014 roku w przegranym 4:1 spotkaniu z Watfordem. Przebywał na boisku do 81. minuty. Pierwszą bramkę w angielskim klubie strzelił 16 września 2014 roku w wygranym 3:1 spotkaniu z Bournemouth. Na listę strzelców wpisał się w 89. minucie, ustalając wynik meczu na 3:1. W Leeds występował przez dwa sezony, zdobywając w nich 19 bramek w 75 meczach.
1 lipca 2016 roku powrócił do Włoch, by grać dla SPAL 2013. Wraz z tym klubem w sezonie 2016/2017 awansował do Serie A. Zdobył wtedy w tym sezonie 18 bramek w 37 spotkaniach. Jego pierwszym spotkaniem w barwach SPAL w Serie A było spotkanie z Udinese 27 sierpnia 2016 roku, które zakończyło się wygraną zespołu Anntenucciego 3:2. Jest obecnie kapitanem tej drużyny.